# Лукашевич, Степан Владимирович
Степа́н Влади́мирович Лукаше́вич (1853—1934) — русский морской офицер и общественный деятель, член Государственной думы от Полтавской губернии.

## Биография

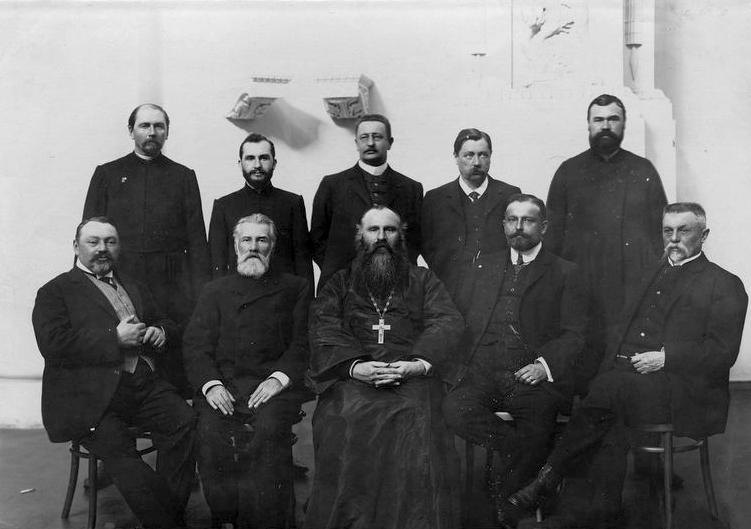
Депутаты Государственной думы II созыва от Полтавской губернии. Стоят: Власенко А. Ф., Дубовик К. А., Милорадович Д. Н., Лукашевич С. В., Черненко Т. Г.; сидят: Булюбаш В. И., Павлов П. П., Пирский Н. В., Маслянников В. В., Шкларевич П. Д.

Православный. Из потомственных дворян. Землевладелец Золотоношского уезда (633 десятины при селе Мехедовке).
Окончил Морское училище (1875). В течение следующих четырех лет находился в плавании в Балтийском и Черном морях. В 1879 году вышел в отставку в чине лейтенанта и поселился в своем имении Мехедовке, где посвятил себя земской деятельности.
С 1883 года избирался гласным Золотоношского уездного и Полтавского губернского земских собраний, почетным мировым судьей. В течение 25 лет был председателем Золотоношской уездной земской управы. Состоял почетным попечителем женской гимназии и сельскохозяйственного училища, председателем сельскохозяйственного общества и общества вспомоществования учащимся. Дослужился до чина статского советника. Примыкал к Союзу 17 октября.
В феврале 1907 года был избран членом II Государственной думы от съезда землевладельцев Полтавской губернии. Входил во фракцию «Союза 17 октября» и группу правых и умеренных. Состоял членом бюджетной комиссии.
В октябре 1907 избран членом III Государственной думы от Полтавской губернии. Входил во фракцию октябристов. Состоял докладчиком 3-го отдела по проверке прав членов ГД, а также членом комиссий: бюджетной, по государственной обороне и по судебным реформам.
В 1912 году переизбран в Государственную думу. Входил во фракцию октябристов, после её раскола — во фракцию земцев-октябристов. Также входил в Прогрессивный блок. Состоял членом комиссий: бюджетной, по военным и морским делам и по борьбе с немецким засильем.
Во время Февральской революции был в отпуске по болезни. После Октябрьской революции эмигрировал во Францию.
Скончался в 1934 году в Ницце. Похоронен на русском кладбище Кокад. Был женат.

## Воспоминания современников
Лукашевичу посвящена короткая глава в мемуарах Василия Шульгина «Годы. Дни»:
Был среди представлявшихся членов Думы старый земский деятель Полтавской губернии, председатель золотоношской земской управы, лейтенант в отставке Степан Владимирович Лукашевич. Человек свыше пятидесяти лет, очень симпатичный, но очень хитрый. Нам всем, как я уже говорил, хотелось узнать, когда распустят Государственную Думу. Но пример Пуришкевича показал, что Государь не разрешает об этом говорить. Лукашевич же сумел так повернуть дело, что мы все поняли.
Государь спросил Лукашевича, где он служил. Он ответил:
— На Флоте Вашего Императорского Величества. Потом вышел в отставку и долго был председателем земской управы. А теперь вот выбрали в Государственную Думу. И очень мне неудобно, потому что сижу в Петербурге и дела земские запускаю. Если это долго продолжится, я должен подать в отставку из земства. Так вот и не знаю…
И он остановился, смотря Государю прямо в глаза с самым невинным видом…
Государь улыбнулся и перешел к следующему, но, по-видимому, ему понравилась эта своеобразная хитрость. Он еще раз повернулся к Лукашевичу и, улыбаясь, сказал ему:
— Погодите подавать в отставку…

В эту минуту мы все поняли, что дни Государственной Думы сочтены.